# Clinique adventiste de Los Ángeles
La clinica adventista de Los Ángeles (en espagnol Clinica adventista de Los Ángeles) es un centro hospitalario adventiste à Los Ángeles dans la province de Biobío au Chili. Depuis son ouverture en 1979, elle offre des services médicaux gratuits et bon marché aux gens pauvres de la région.
Une partie de la structure de la clinique a été fortement endommagée lors du séisme de février 2010 au Chili. Mais il n'y a eu aucun blessé. En mai 2010, en présence du maire de Los Ángeles, du gouverneur de la province de Biobío et de ses services de santé, ainsi que du président du Conseil Régional de Los Ángeles, la clinique procéda au démarrage des travaux de reconstruction. De nouvelles installations avec un équipement sont en cours de construction afin " d'augmenter le nombre de lits, d'améliorer ses capacités d'hospitalisation, de prêter de nouvelles attentions médicales à la kinésithérapie, d'agrandir le laboratoire médical et de disposer d'une meilleure salle d'urgences ".